# Петро-Свистуново (Днепропетровская область)
Петро-Свистуново (укр. Петро-Свистунове) — село,
Войськовой сельский совет,
Солонянский район,
Днепропетровская область,
Украина.
Код КОАТУУ — 1225081905. Население по переписи 2001 года составляло 7 человек .

## Географическое положение
Село Петро-Свистуново находится в 3,5 км от правого берега реки Днепр,
на расстоянии в 1 км от села Калиновка и в 1,5 км от села Гроза.
По селу протекает пересыхающий ручей с запрудой.

## Достопримечательности
- Днепровский природоохранный заповедник.